# Ремизов (хутор)
Ре́мизов — хутор в Цимлянском районе Ростовской области.
Входит в состав Новоцимлянского сельского поселения.

## География
Хутор расположен на левом берегу реки Россошь, несколько выше её впадения в Цимлянское водохранилище. Ближайшие населённые пункты — станица Новоцимлянская, хутора Богатырёв и Карповский.
От райцентра ходит рейсовый автобус.

## Население
| 2010 |
| ---- |
| 367  |

## Улицы
На хуторе 12 улиц:
| - Весёлая улица - Вишневая улица - Детская улица - Зелёная улица | - Луговая улица - Новая улица - Парковая улица - Садовая улица | - Северная улица - Спортивная улица - Центральная улица - Южная улица |